# Дембувко-Старе
Дембувко-Старе (пол. Dębówko Stare, нім. Eichenhagen Abbau) — село в Польщі, у гміні Білосліве Пільського повіту Великопольського воєводства.
Населення — 64 особи (2011).
У 1975-1998 роках село належало до Пільського воєводства.

## Демографія
Демографічна структура станом на 31 березня 2011 року:
|          | Загалом | Допрацездатний вік | Працездатний вік | Постпрацездатний вік |
| -------- | ------- | ------------------ | ---------------- | -------------------- |
| Чоловіки | 37      | 9                  | 24               | 4                    |
| Жінки    | 27      | 4                  | 16               | 7                    |
| Разом    | 64      | 13                 | 40               | 11                   |